# Ефіальт (зрадник)
Ефіа́льт  (дав.-гр. Ἐφιάλτης) — син Еврідема з Малії, зрадник греків під час битви при Фермопілах. Ефіальт, задля винагороди, виказав Ксерксу таємну стежку в горах поблизу Фермопіл, якою перси змогли обійти в тил позицій спартанців. Нарада амфіктіонів засудила Ефіальта на смерть та призначила винагороду за його голову. Злякавшись, Ефіальт втік до Фессалії, потім через деякий час повернувся до себе на батьківщину, в Антікіру, де його вбив місцевий житель Атенад з іншої причини, не пов'язаної зі зрадою.